# ستيف ديماركو
ستيف ديماركو (بالإنجليزية: Steve DeMarco)‏ هو مصارع محترف أمريكي، ولد في 25 نوفمبر 1974 في هيوستن في الولايات المتحدة.

## روابط خارجية
- ستيف ديماركو على موقع CageMatch worker (الإنجليزية)
- ستيف ديماركو على موقع قاعدة بيانات المصارعة على الإنترنت (الإنجليزية)